# Live to Win
Live to Win — второй сольный альбом фронтмена группы Kiss Пола Стэнли.

## Об альбоме
Пол Стенли — фронтмен группы Kiss, записавший с другими участниками группы сольный альбом в 1978 году. С тех пор Стенли не занимался сольным творчеством до конца 80-х годов, пока не отправился в тур по американским клубам. Но на этом этот его второй сольный «бросок» закончился, впереди были и смерть барабанщика Kiss Эрика Карра, и триумф альбома Revenge (1992), и воссоединение в оригинальном составе в 1996 году. Второй сольный альбом Стенли вышел только в 2006 году, под названием Live to Win. После американского турне[какого?] вышел DVD One Live Kiss.

## Список композиций
| №   | Название                     | Автор(ы)                                    | Длительность |
| --- | ---------------------------- | ------------------------------------------- | ------------ |
| 1.  | «Live to Win»                | Пол Стэнли, Дезмонд Чаилд, Андреас Карлссон | 3:08         |
| 2.  | «Lift»                       | Стэнли, Чаилд, Марти Фредриксен             | 4:04         |
| 3.  | «Wake Up Screaming»          | Стэнли, Чаилд, Карлссон                     | 3:00         |
| 4.  | «Everytime I See You Around» | Стэнли, Пит Маситти                         | 3:28         |
| 5.  | «Bulletproof»                | Стэнли, Карлссон, Гарри Самердахл           | 3:01         |
| 6.  | «All About You»              | Стэнли, Чаилд, Карлссон                     | 3:16         |
| 7.  | «Second To None»             | Стэнли, Карлссон                            | 3:35         |
| 8.  | «It's Not Me»                | Стэнли, Холли Найт, Чарли Майнднит          | 3:19         |
| 9.  | «Loving You Without You Now» | Стэнли                                      | 3:17         |
| 10. | «Where Angels Dare»          | Стэнли, Чаилд, Джон 5                       | 3:23         |

## Участники записи
1. Пол Стэнли — основной и бэк-вокал, ритм гитара, перкуссия
2. Корки Джеймс — акустическая гитара, бас-гитара
3. Брэд Фернквист — основная гитара
4. Джон 5 — основная гитара
5. Андрес Карлссон — дополнительная гитара, бэк-вокал
6. Томми Денандер — основная гитара на «Live To Win» и «Wake Up Screaming»
7. Брюс Кулик — бас-гитара на «Everytime I See You Around», «Second to None» и «Loving You Without You Now»
8. Дэвид Кэмпбелл — струнные аранжировки на «Every Time I See You Around», «Second to None» and «Loving You Without You Now»
9. Виктор Индрицио — ударные
10. Грег Керстин — фортепиано
11. Холли Наит — фортепиано на «It’s not me»
12. Гарри Сомредал — клавишные, программирование
13. Джон Шанкс — бэк-вокал
14. Алекс Гибсон — микширование
15. Расс Ирвин — дополнительные клавишные и программирование
16. Том Джерман — дизайн
17. Нил Злузвер — фотограф

## Интересные факты
- Песня «Live to Win» в исполнении Пола Стенли была вставлена в 1008 серию мультсериала South Park.